# Анаболички стероид
Анаболички стероиди су класа стероидних хормона чији је примарни биолошки ефекат потенцирање биосинтезе протеина. Природно, анаболички ефекат остварује тестостерон, али је у циљу терапије развијен низ полусинтентских деривата. То су релативно сродне структуре, деривати андростана или самог тестостерона, које често поред анаболичког остварују и андрогени ефекат. Утолико се неки од анаболичких стероида примењују и као супституциона терапија андрогенима код закаснеле појаве пубертета код дечака, у циљу развитка секундарних полних карактеристика итд, као и код мушкараца који болују од хипогонадизма.
Терапија анаболицима је, додатно, индикована након великих хируршких захвата који представљају значајан стрес за организам, као и код пацијаната са узнапредовалом инфекцијом ХИВ-ом, код којих се јавља губитак мишићне масе. Користе се и, али све ређе, за индуковање раста код деце са поремећајима раста као и за стимулацију коштане сржи. Код жена се примењују за значајним мерама опреза, и то представници са минималним споредним андрогеним дејством.
Анаболици су предмет злоупотребе од стране рекреативних и професионалних спортиста, који их узимају у циљу повећања мишићне масе.